# لی زلدین
لی زلدین (انگلیسی: Lee Zeldin؛ زادهٔ ۳۰ ژانویهٔ ۱۹۸۰) وکیل، سیاستمدار و افسر ذخیره ارتش ایالات متحده آمریکا است که از 29 ژانویه 2025 به عنوان هفدهمین مدیر آژانس حفاظت از محیط زیست (EPA) خدمت می کند. او که عضو حزب جمهوری خواه بود، از سال 2015 تا 2023 نماینده منطقه اول کنگره نیویورک در مجلس نمایندگان ایالات متحده بود. از سال 2011 تا 2014، زلدین به عنوان عضو سنای ایالتی نیویورک از ناحیه 3 سنا خدمت کرد.